# 5-й повітряний корпус (Третій Рейх)
5-й повітряний корпус (нім. V. Fliegerkorps) — авіаційний корпус Люфтваффе за часів Другої світової війни.

## Історія
5-й повітряний корпус сформований 11 жовтня 1939 року у Герстгофені на основі 5-ї авіаційної дивізії. Брав активну участь у боях на Західному фронті, а з червня 1941 року — у німецько-радянській війні.

## Командування

### Командири
- генерал-майор, з 1 січня 1940 року генерал-лейтенант, з 19 липня 1940 року генерал авіації Роберт Ріттер фон Грейм (11 жовтня 1939 — 1 квітня 1942).

## Дислокація штабу корпусу
| Початок        | Завершення     | Місто               |
| -------------- | -------------- | ------------------- |
| жовтень 1939   | травень 1940   | Герстгофен/Аугсбург |
| липень 1940    | 16 червня 1941 | Велізі-Віллакубле   |
| 16 червня 1941 | липень 1941    | Ліпсько/Замошшя     |
| листопад 1941  |                | Маріуполь           |

## Підпорядкованість корпусу
| Початок      | Завершення    | Об'єднання                                                                    |
| ------------ | ------------- | ----------------------------------------------------------------------------- |
| жовтень 1939 | червень 1941  | 3-й повітряний флот                                                           |
| червень 1941 | грудень 1941  | 4-й повітряний флот                                                           |
| грудень 1941 | березень 1942 | Головне командування авіації Люфтваффе (Oberbefehlshaber der Luftwaffe (ObdL) |

## Бойовий склад 5-го повітряного корпусу
Формування управління, забезпечення та підтримки
- підрозділ аеродромного забезпечення готовності 5-го корпусу (Flugbereitschaft/V. Fliegerkorps);
- 35-й авіаційний полк зв'язку (Luftnachrichten-Regiment 35).

- 51-ша бомбардувальна ескадра (KG 51);
- 54-та бомбардувальна ескадра (KG 54);
- 55-та бомбардувальна ескадра (KG 55);
- 52-га винищувальна ескадра (JG 52) (без III./JG 52);
- 4-та ескадрилья 121-ї розвідувальної авіагрупи (4.(F)/Aufklärungsgruppe 121).

- 51-ша бомбардувальна ескадра (KG 51);
- 54-та бомбардувальна ескадра (KG 54);
- 55-та бомбардувальна ескадра (KG 55);
- окремі підрозділи.

- 51-ша бомбардувальна ескадра (KG 51);
- 54-та бомбардувальна ескадра (KG 54);
- 55-та бомбардувальна ескадра (KG 55);
- 3-тя винищувальна ескадра (JG 3).